# Cerastium wilhelmianum
Cerastium wilhelmianum är en nejlikväxtart som beskrevs av Sklenár. Cerastium wilhelmianum ingår i släktet arvar, och familjen nejlikväxter. Inga underarter finns listade i Catalogue of Life.